# Mutya Buena
Rosa Isabel Mutya Buena, nota come Mutya Buena (Londra, 21 maggio 1985), è una cantante britannica di origini filippine.
Ha debuttato nel 1998 formando il gruppo musicale pop Sugababes, con il quale ha pubblicato quattro album e svariati singoli prima di abbandonare la formazione, nel 2005. Successivamente ha lanciato la sua carriera da solista pubblicando l'album Real Girl, contenente i singoli Real Girl e Song 4 Mutya (Out of Control), oltre a un duetto con George Michael, This Is Not Real Love, e altre collaborazioni con i Groove Armada e Amy Winehouse.

## Biografia

### 1998-2005: Sugababes
Il suo debutto nel mondo della musica formando nel 1998 il gruppo musicale Sugababes, insieme all'amica Keisha Buchanan e Siobhán Donaghy. Le tre hanno debuttato nel 2000 pubblicando il primo album, One Touch. Nel dicembre 2005, in seguito al successo internazionale ottenuto dal gruppo, con il quale ha pubblicato canzoni dal successo internazionale come Round Round e Push the Button, ha abbandonato la formazione del gruppo per poter dedicare più tempo alla sua prima figlia, Tahlia-Maya, nata nel marzo precedente. In totale ha partecipato all'incisione dei primi quattro dischi del gruppo, collaborando spesso anche alla scrittura dei testi.

### 2006-2010: carriera solista eReal Girl
Immediatamente dopo l'uscita dalla formazione del gruppo che l'ha lanciata, nel 2006, ha collaborato con George Michael duettando con il cantante nel brano This Is Not Real Love, poi pubblicato come singolo, che ha riscosso buoni consensi in tutta l'Europa e in particolare in Italia. Il brano è stato inserito in una raccolta di George Michael, Twenty Five, e nello stesso periodo la cantante si è esibita sempre con Michael durante alcune tappe del tour di quest'ultimo.
Nei primi mesi del 2007 ha cominciato le registrazioni del suo primo album da solista, pubblicato nel luglio seguente con il titolo Real Girl, per l'etichetta discografica Island, che conteneva anche il brano registrato in precedenza insieme a George Michael. Il disco è stato preceduto dall'omonimo singolo Real Girl, di buon successo nei paesi europei in quello stesso anno, che conteneva un campionamento del brano di Lenny Kravitz, It Ain't Over 'Till It's Over. In seguito al successi di Real Girl è uscito un secondo singolo, Song 4 Mutya (Out of Control), una collaborazione con i Groove Armada. Il brano era contenuto anche nel disco del gruppo, Soundboy Rock, uscito pochi mesi prima del disco di debutto della cantante britannica, e il buon successo del singolo, particolarmente in Regno Unito, ha spinto conseguentemente le vendite degli album di entrambi gli artisti. Nei mesi successivi hanno fatto seguito due ulteriori singoli, Just a Little Bit e B Boy Baby, quest'ultimo in collaborazione con la nota cantante soul Amy Winehouse e rivisitazione del noto brano delle Ronettes Be My Baby, che tuttavia non hanno trovato il consenso del pubblico. In via definitiva, il disco ha ottenuto un buon successo di vendite quasi esclusivamente in Regno Unito, dove ha raggiunto la decima posizione della classifica dei dischi, entrando comunque nelle classifiche di altri paesi europei.
Terminata la promozione del primo disco, Mutya Buena trascorre un breve periodo di pausa per poi tornare sulle scene mediatiche britanniche nel gennaio 2009 partecipando al Celebrity Big Brother, versione britannica del Grande Fratello riservata a personaggi noti del mondo dello spettacolo, dal quale si è ritirata dopo due settimane di permanenza. Oltre alla televisione, nello stesso periodo torna alla musica collaborando al singolo With You del rapper Ashley Waters, che però non riscuote il successo sperato.
Inoltre, nel 2010 collabora con Agent X e gli Ultra per la realizzazione del singolo Fallin' e con Tah Mac per il brano Give Back.

### 2011-presente: il nuovo gruppo Mutya Keisha Siobhan e il ritorno delle Sugababes

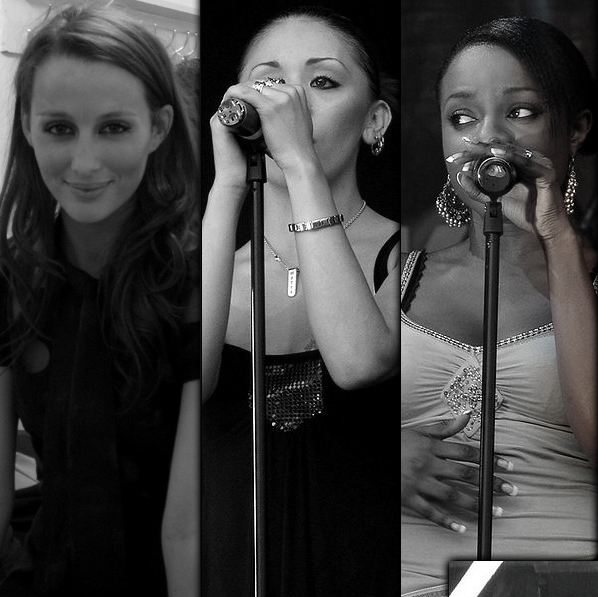
Mutya-Keisha-Siobhan

Dopo la dipartita dalle Sugababes di Keisha Buchanan (ultimo membro originale del gruppo), nel 2011 iniziano a circolare voci sulla volontà dei membri fondatori della band (Buena, Buchanan e Siobhán Donaghy) di tornare insieme e creare un nuovo gruppo.
Tali voci si concretizzano nel 2012 quando le tre ragazze firmano un contratto discografico da 1 milione di sterline con la Polydor Records e creano ufficialmente il gruppo Mutya Keisha Siobhan. Il trio si esibisce col nuovo nome fino al 2019, anno in cui, dopo varie lotte legali, torna in possesso del nome originale Sugababes, riportando in attività il progetto.

## Discografia

### Album in studio
- 2007 - Real Girl

### Singoli
- 2006 - This Is Not Real Love (con George Michael)
- 2007 - Real Girl
- 2007 - Song 4 Mutya (Out of Control) (con Groove Armada)
- 2007 - Just a Little Bit
- 2007 - B Boy Baby (con Amy Winehouse)
- 2009 - With You (con Ashley Walters)
- 2010 - Fallin (con Agent X e Ultra)
- 2010 - Give Back (con Tah Mac)